# Edith Fischer
Edith Fischer est une pianiste chilienne née à Santiago en 1935.

## Biographie
Elle étudie avec Claudio Arrau à New York. Elle est lauréate du Concours international de musique de l'ARD à Munich et du Prix Dinu Lipatti à Londres.
Elle donne de nombreux concerts avec des orchestres réputés. Son répertoire comprend l'intégrale de sonates de Beethoven et l'œuvre intégrale de Ravel.
Edith Fischer a créé le festival Semaine internationale de piano et de musique de chambre à Blonay en Suisse,.

## Discographie
Edith Fischer a enregistré pour les labels Columbia Records, EMI Classics/La voix de son maître, Olympia et Claves Records.
- Beethoven, Sonates pour piano nos 16 et 17 (1981, Claves CD 50-8709) (OCLC 638198752)
- Beethoven, Intégrale des sonates pour piano (1989, Olympia) (OCLC 30482413 et 48512208)
- Ravel, Sonatine ; Debussy, 4 Préludes : Canope, La Puerta del Vino, Des pas sur la neige, Feux d'artifice (LP HMV) (OCLC 431085093)
- Schumann, Sonate en sol mineur, op. 22 ; Mendelssohn, Trois études, op. 104 ; Brahms, Sonate pour piano no 2 (1973, LP Claves 30-375) (OCLC 22993814)